# Chazay-d’Azergues
Chazay-d'Azergues – miejscowość i gmina we Francji, w regionie Owernia-Rodan-Alpy, w departamencie Rodan.
Według danych na rok 1990 gminę zamieszkiwały 3314 osoby, a gęstość zaludnienia wynosiła 558 osób/km² (wśród 2880 gmin regionu Rodan-Alpy Chazay-d'Azergues plasuje się na 269. miejscu pod względem liczby ludności, natomiast pod względem powierzchni na miejscu 1442.).

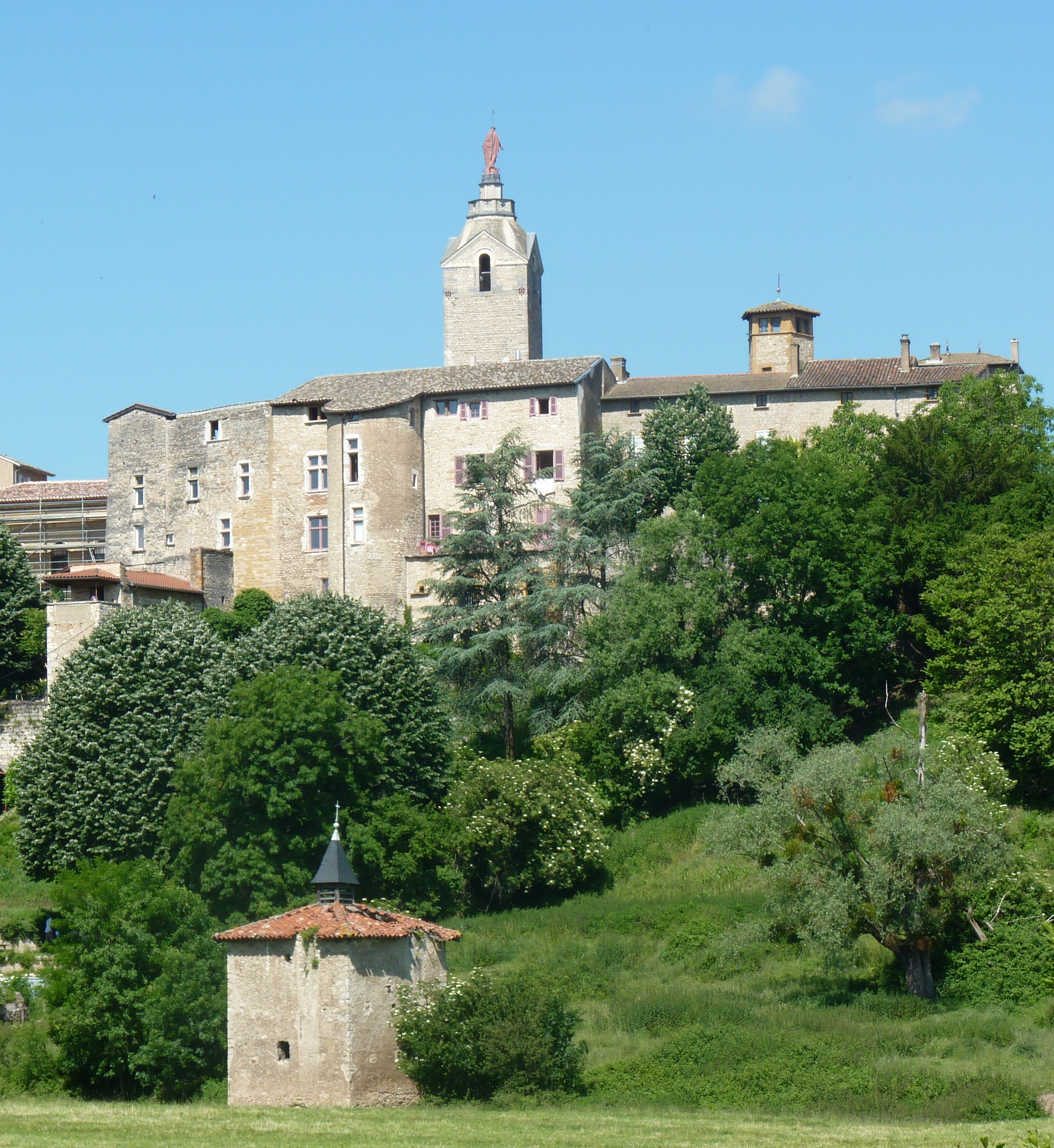
Chazay-d'Azergues, 2010